# Cecilia Wejryd
Cecilia Birgitta Wejryd, född 3 juli 1959 i Västerås-Barkarö församling, Västmanlands län, är en svensk präst och kyrkohistoriker. Hon är dotter till prästen och författaren Harald Wejryd och adjunkten Birgitta Wejryd, född Lahger, samt syster till tidigare ärkebiskopen Anders Wejryd.
Cecilia Wejryd är teologie doktor, hon disputerade på avhandlingen Läsarna som brände böcker: Erik Janson och erikjansarna i 1840-talets Sverige 2002. Hon är professor i kyrkohistoria och dekan vid Teologiska fakulteten vid  Uppsala universitet. Hon är också präst i Svenska kyrkan.
Hon var 1988–2014 gift med prästen och musikern Lars-Ove Sjöstedt (1960–2014).